# Chó sục Lakeland
Chó sục Lakeland là một giống chó lấy tên của từ nơi xuất xứ của nó, Lake District ở Anh. Giống chó là một thành viên có kích thước nhỏ đến trung bình của nhóm chó sục. Tuy có tính cách độc lập, nhưng giống chó này tương tác tốt với chủ sở hữu và tất cả các thành viên trong gia đình và có lợi thế là không gây dị ứng (không rụng lông). Loài này không được sở hữu rộng rãi ở Hoa Kỳ.

## Tính cách
Những con chó sục Lakeland thân thiện, táo bạo và tự tin. Tính nhút nhát ở các giống chó này không điển hình, cũng như sự hung hăng của chúng. Chó sục Lakeland có tư duy rất thông minh và độc lập, chúng rất nhanh chóng học hỏi và dễ huấn luyện mặc dù Lakeland thường biểu lộ thái độ 'điếc điếc' khi mức độ hứng thú làm chúng kích thích. Lakeland là giống chó khá dễ tiếp thu việc huấn luyện bỏ đồ vật vào thùng hoặc giỏ. Giống như với hầu hết các giống chó sục, Lakeland tràn đầy năng lượng; hàng ngày tập thể dục và thời gian chơi là bắt buộc khi nuôi chúng, vì e rằng con chó năng động này tìm kiếm cách xả bớt năng lượng của chúng, với kết quả không mong muốn cho chủ sở hữu.

## Những con chó giống Lakeland nổi tiếng
Zelda Van Gutters, một con chó sục Lakeland đóng vai trò là phóng viên lưu động và linh vật của tạp chí Nickelodeon.
Kevin, thuộc sở hữu của Neil Tennant (Ca sĩ của Pet Shop Boys) là một con chó thuộc giống chó sục Lakeland.